# رادیو جهانی هلند
رادیو جهانی هلند (به هلندی: Radio Nederland Wereldomroep؛ به‌صورت مخفف RNW) سرویس جهانی رادیو-تلویزیون عمومی هلند است. این سازمان در سال ۱۹۴۷ میلادی تأسیس شد.